# Cyclisme à la Planche des Belles Filles
Cet article concerne l'ascension cycliste. Pour le sommet montagneux, voir Planche des Belles Filles.
Le cyclisme à la Planche des Belles Filles, un sommet du massif des Vosges situé à cheval sur le Territoire de Belfort et la Haute-Saône, est pratiqué en compétition dès les années 1990 avec la cyclosportive des Trois Ballons. Elle a gagné en renommé à partir du début des années 2010 grâce au Tour de France, dont la Planche des Belles Filles est devenue un « classique », voire un « incontournable », avec six ascensions entre 2012 et 2022.
Cette ascension, dans sa configuration classique, est longue de 5,9 km à 8,5 % de déclivité moyenne et culmine à 1 035 mètres ; dans sa version longue « super Planche », l’ascension est longue 7 km à 8,7 % de déclivité et culmine à 1 140 mètres. Elle est réputée comme brève mais difficile en raison de ses fortes pentes comprises entre 8 et 20 % voire 24 % en version longue.
La Planche des Belles Filles accueille également des compétitions féminines nationales (Route de France féminine puis Tour de France Femmes), régionales (notamment le Tour de Franche-Comté entre 1999 et 2014 puis le Tour Alsace depuis 2017) et diverses manifestations cyclosportives y compris du cyclisme handisport.

## Histoire

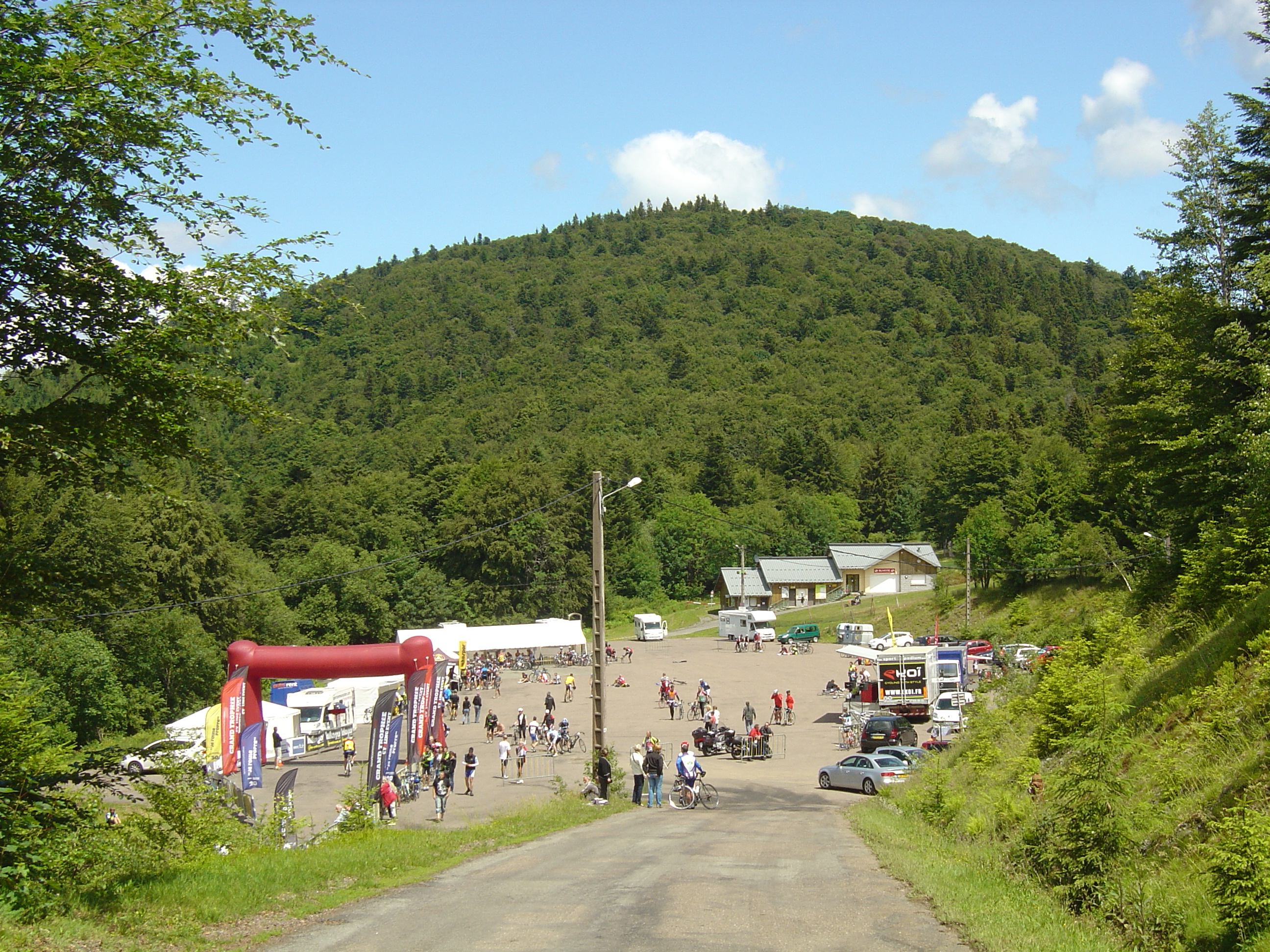
Arrivée à la Planche des Belles Filles lors de la cyclosportive des Trois Ballons en 2011.

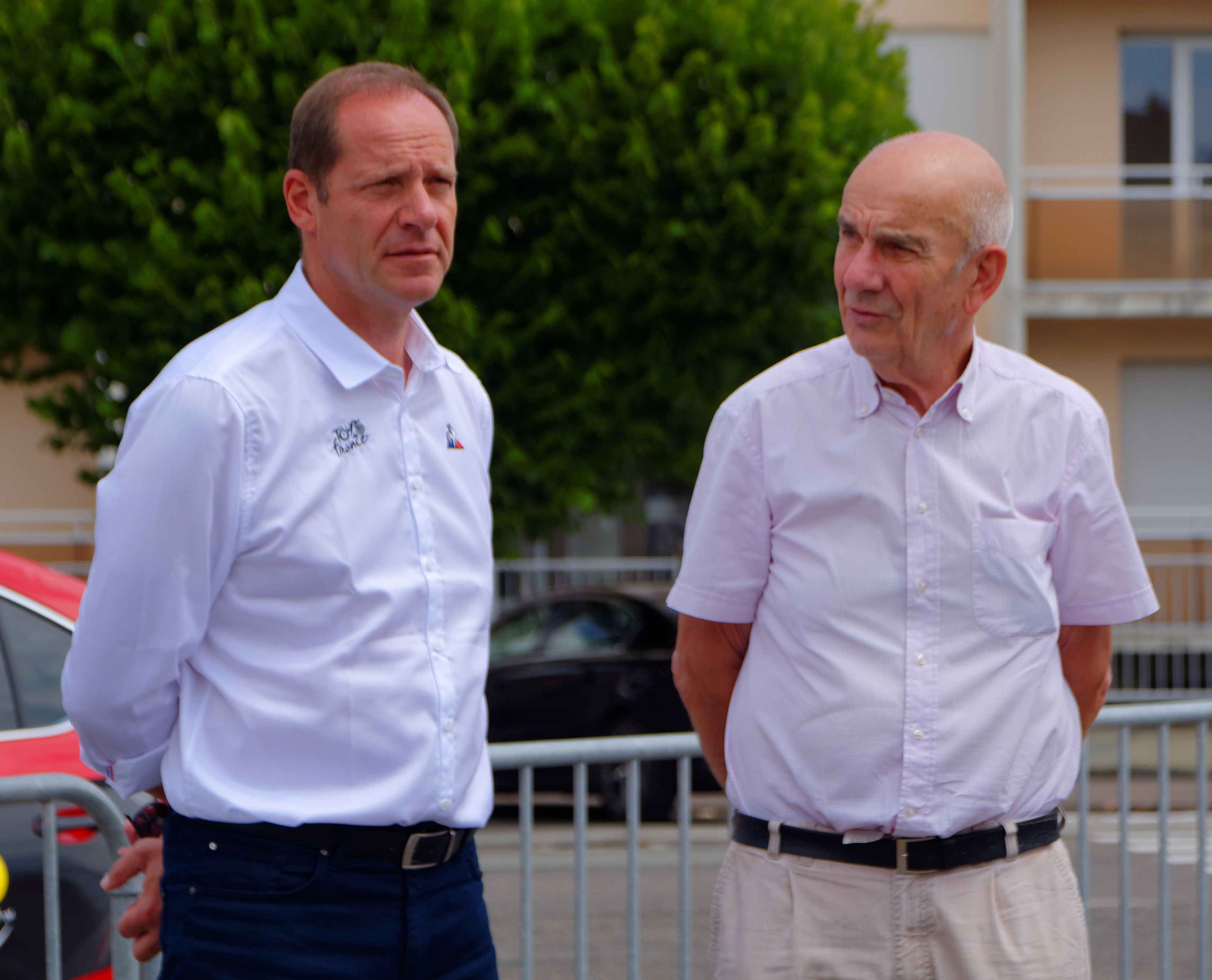
Christian Prudhomme et Yves Krattinger à Lure avant le Tour de France 2020.

La montée est révélée aux professionnels par la cyclosportive Les Trois Ballons qui est pratiquée depuis les années 1990. Dès la fin de la décennie, en 1999, la Planche des Belles Filles accueille son premier Tour de Franche-Comté.
En 2010, Yves Krattinger, président du Conseil général et sénateur de la Haute-Saône, rencontre Christian Prudhomme, le directeur du Tour de France, pour lui présenter l’ascension. Ce dernier lui garantit que la Planche verra l'arrivée d'une étape de la Grande Boucle. C'est finalement en 2012 qu'elle est rendue célèbre auprès du grand public par le Tour de France. Ces deux mêmes compétitions reviendront sur le sommet saônois au bout de deux ans seulement. Alors que le Tour ne devait revenir que tous les 5 à 6 ans, l'équipe Amaury Sport Organisation (ASO) explique avoir été emballée par les événements de 2012 qui se sont montrés décisifs pour tout le reste de la compétition.
Après l'annonce du parcours du Tour de France 2022, Christian Prudhomme déclare : « la super Planche des Belles Filles réserve toujours un final à haute intensité [...] Les positions observées donneront de sérieuses indications sur l'état de forme des prétendants au podium final. ».
Elle est devenue, en moins d'une décennie, un « classique », voire un « incontournable » du Tour de France,,,,,,.

## Profil de la montée

Carte topographique de l’ascension de la Planche des Belles Filles, en rouge l'itinéraire classique, en jaune, la Super Planche.

Profil de l’ascension de la Planche des Belles Filles.

Depuis Plancher-les-Mines, l'ascension est longue d’environ 6,5 km, mais on considère que la montée débute réellement au carrefour de la route départementale D16 et de la montée de la Planche-des-Belles Filles (altitude 533 m), avec 5,9 km à 8,5 % de déclivité moyenne. Cependant, le revêtement refait en 2012 pour le passage du Tour de France a atténué légèrement la difficulté de cette ascension. La montée s'effectue en forêt avec des pourcentages difficiles qui mettent les cyclistes en prise constante. Le premier kilomètre est notamment rectiligne et comprend même un passage à 17 % presque à son bout. Après cela, les cyclistes trouvent un court répit après 1,6 km mais la pente se cabre à nouveau sur des pentes à 9-10 %. Un autre replat plus important dans le kilomètre qui précède l'ancienne arrivée sur le grand parking à 996 m d'altitude permet de récupérer mais il est aussitôt suivi d'une rupture de pente qui oblige à relancer. Arrivé sur le parking de la station, en faux-plat descendant, il est nécessaire de profiter de cet élan car avec les travaux de 2012 qui ont abouti à une arrivée à 1 035 m, les coureurs doivent franchir un mur final à 20 % pour parvenir sur la ligne d'arrivée. Le coefficient de difficulté présente un indice de 393.
Cette montée est considérée comme courte, mais difficile par la presse et par quelques coureurs locaux. Ceux-ci la comparent souvent à une version miniature de la montée de L'Alpe d'Huez ou de celle du mont Ventoux,,.
En 2014, quelques jours avant le passage du Tour de France, Jean-François Pescheux, le directeur technique de l'organisateur du Tour de France, décrit cette montée comme « un beau col, une belle arrivée et une belle entrée en matière pour les coureurs ». Il considère aussi qu'elle « pourrait également constituer une belle dernière étape avant le retour à Paris. La Planche des Belles Filles fait partie des hauts-lieux des belles confrontations ». Ce souhait s'est produit en 2020.
En 2018, la route de l'ascension est rallongée d'un kilomètre (soit 7 km au total, « la Super Planche ») avec notamment un dernier mur à 24 % sur les 200 derniers mètres avant l'arrivée, matérialisée à 1 140 mètres d’altitude contre 1 035 mètres auparavant. La déclivité moyenne passe de 8,5 à 8,7 %,.

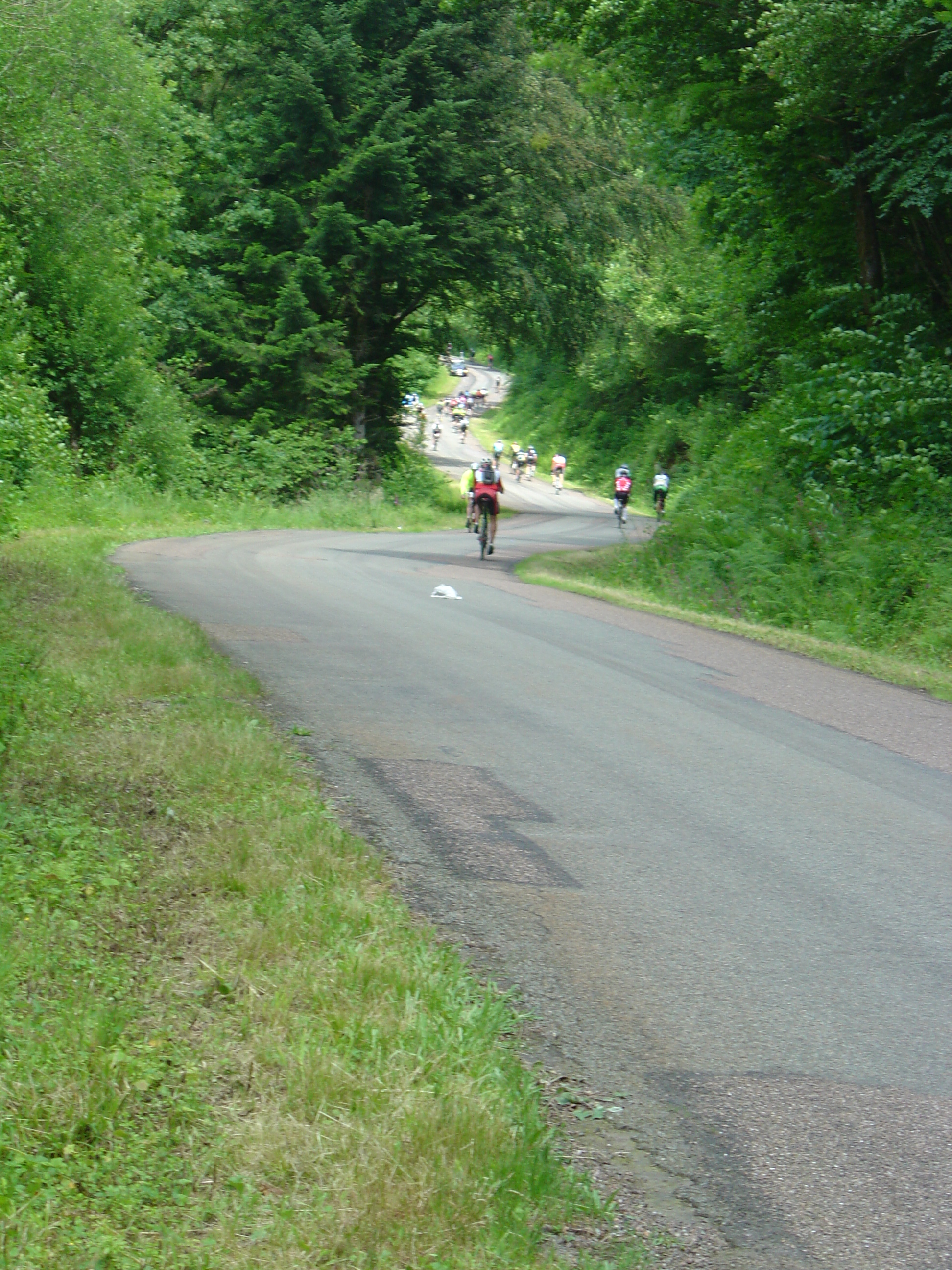
Vue à 5 km de l'arrivée.
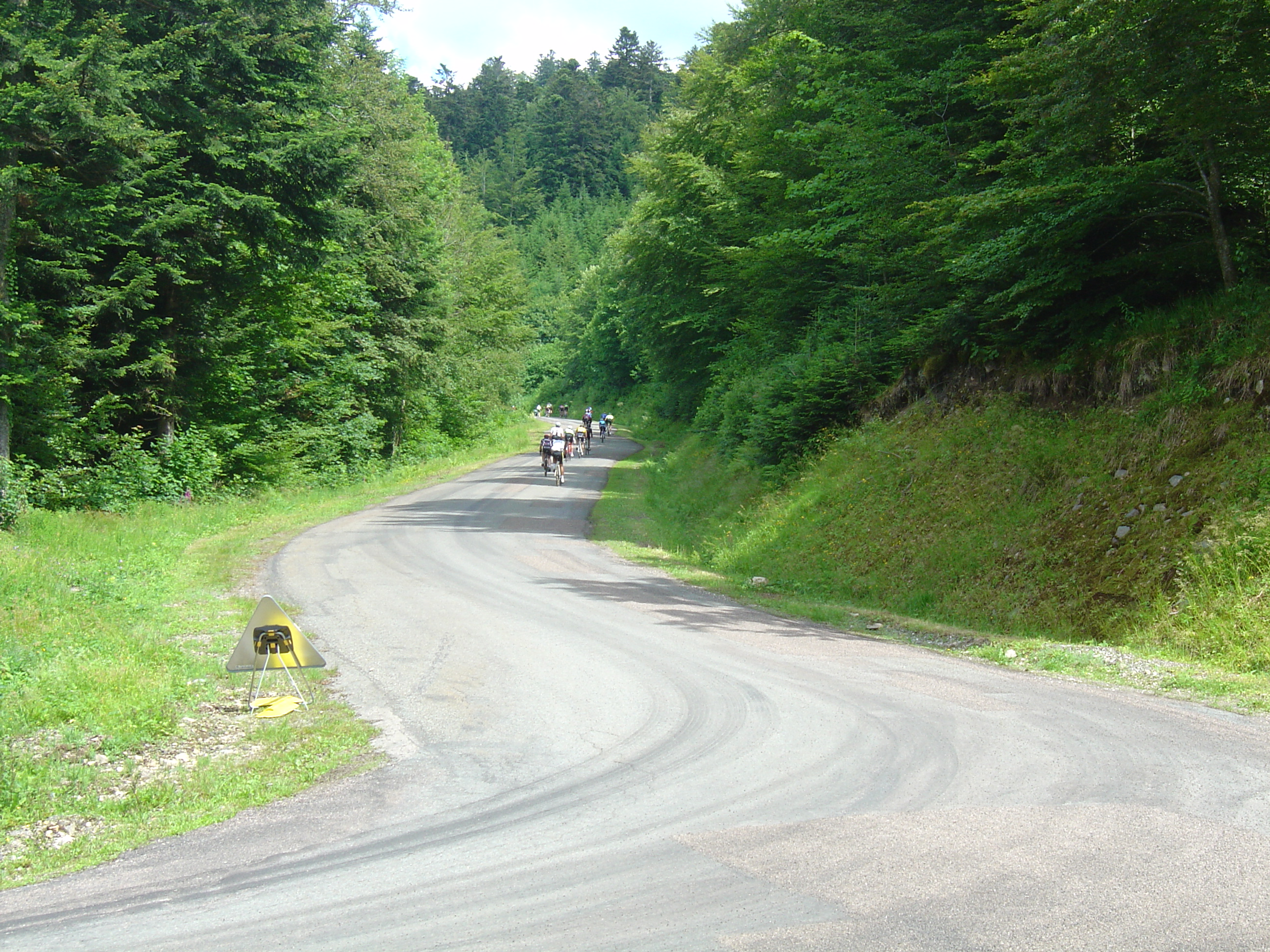
Vue à 2 km de l'arrivée.
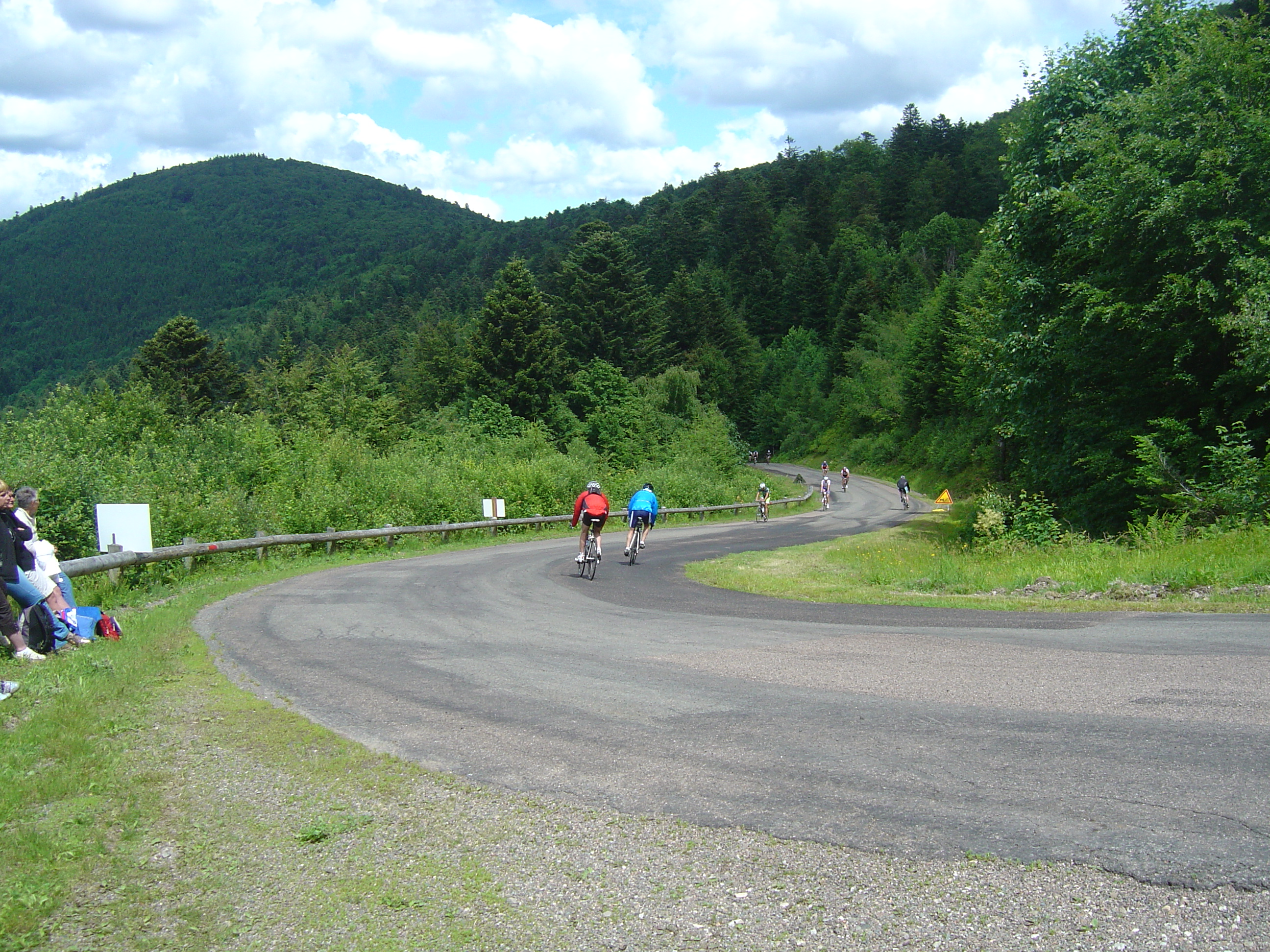
La route d'accès en 2011, à 1 km de l'arrivée.
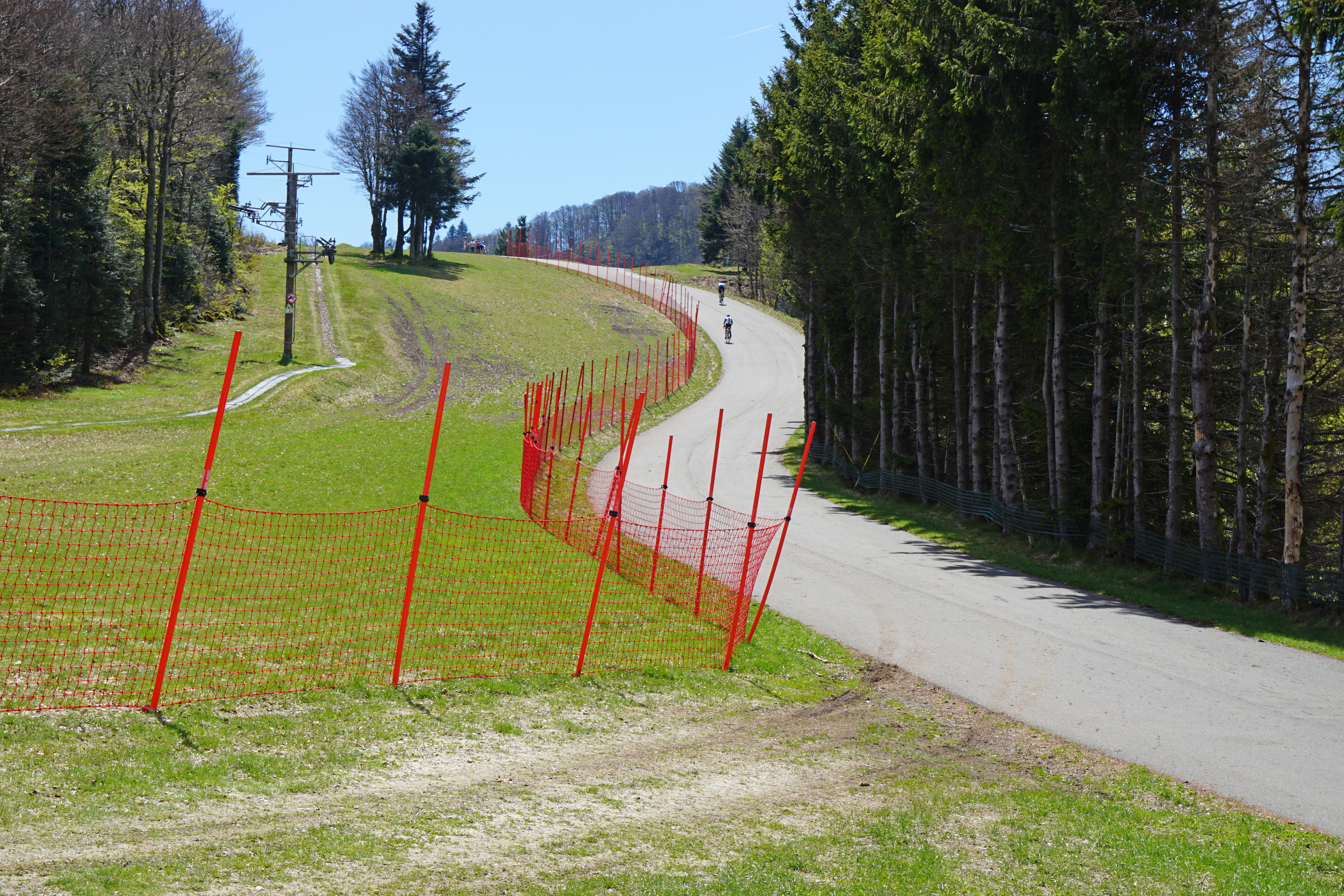
La montée cycliste finale de l'ascension empruntée par le Tour de France avant 2019.

## Épreuves sportives

### Tour de France

#### 2012
La Planche des Belles Filles voit l'arrivée de la 7e étape du Tour de France 2012, le 7 juillet. La montée est classée en 1re catégorie. C'est le Britannique Christopher Froome qui remporte l'étape et son leader Bradley Wiggins prend à Fabian Cancellara le maillot jaune qu'il ne quittera plus jusqu'à Paris. Afin de permettre le déroulement de cet évènement le Conseil général de la Haute-Saône engage dès le 10 octobre 2011 un chantier d'aménagement du site, avec la construction de trois plates-formes et d'une route de six mètres de largeur. Le coût de ces travaux est de 500 000 euros.
Un mouvement d'opposition à ces travaux baptisé « les Indignés de la Planche » s'organise, notamment mené par la section départementale d'Europe Écologie Les Verts, des associations sportives ainsi que d’autres écologistes. Ceux-ci font valoir que ces travaux ne font l'objet d'aucune annonce préalable, ni d'aucune concertation et déposent une plainte devant le tribunal administratif de Besançon, au motif que le Conseil général n'aurait pas respecté la réglementation en matière d’urbanisme. De plus, ils évoquent que les travaux provoquent la dégradation écologique et paysagère du site, celui-ci se trouvant dans le parc naturel régional des Ballons des Vosges, à proximité immédiate de la réserve naturelle nationale des Ballons Comtois et d'un espace classé en Natura 2000. À cela le Conseil général répond que la société organisatrice du Tour de France exige la discrétion sur le parcours d’où l’annonce tardive du chantier et une étude environnementale effectuée durant l’été précédent. Le recours en référé des écologistes est rejeté par le tribunal une première fois car trop tardif par rapport à l'avancement des travaux, puis en mars 2012 en réfutant l’illégalité de travaux favorisant l’accueil de cette manifestation sportive, obligeant toutefois les aménagements du Conseil général à se conformer aux dispositions du code de la voirie routière.

#### 2014

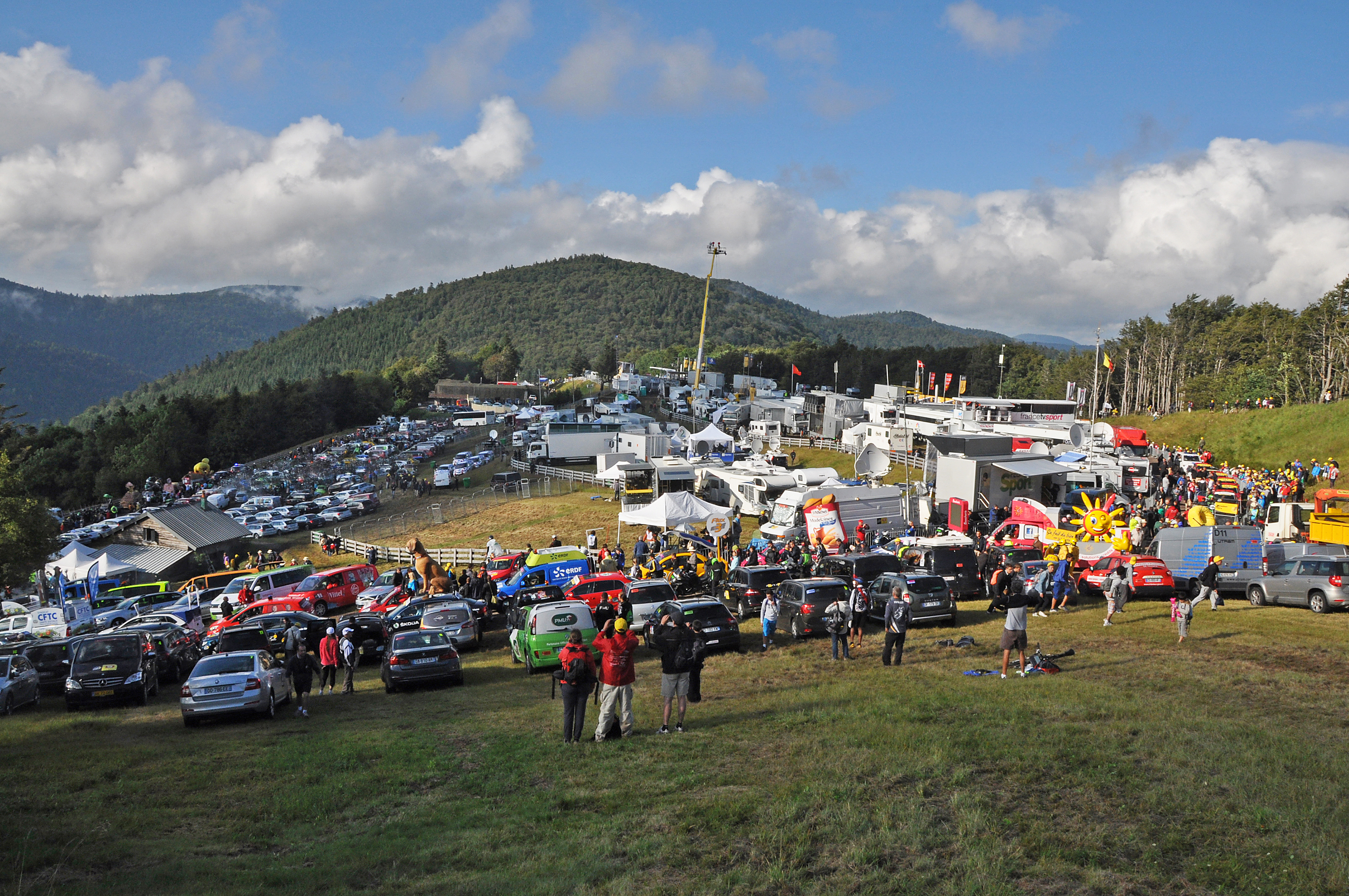
Le parc de l'organisation du Tour de France 2014.

La Planche des Belles Filles revoit le Tour de France deux ans après son premier passage,. « La Grande Boucle » voit Vincenzo Nibali l'emporter devant Thibaut Pinot, local de l'étape roulant devant son public, et reprendre le maillot jaune à Tony Gallopin qui lui avait pris la veille. Il ne le quittera plus de ce Tour. Ainsi, lors des deux apparitions de la montée dans le Tour de France, le coureur revêtant le maillot jaune à l'issue de l'étape a ensuite remporté la compétition. Cette étape, qui se termine par l'ascension vers la station, était « la plus dure étape de moyenne montagne de l'histoire » selon Christian Prudhomme et « très, très dure » d'après le vainqueur Vincenzo Nibali,.

#### 2017
Une nouvelle arrivée d'étape a lieu lors de l'édition 2017 avec un départ de la ville vosgienne de Vittel. C'est l'Italien Fabio Aru qui s'impose lors de cette 5e étape, devant Dan Martin. Le Gallois Geraint Thomas cède son maillot de leader à son coéquipier Christopher Froome, vainqueur final sur les Champs Élysées.

#### 2019
En prévision d'une nouvelle arrivée du Tour de France en 2019, le conseil départemental décide de réaliser de nouveaux travaux en septembre 2018, cette fois-ci au sommet, afin de prolonger d'un kilomètre l'arrivée avec une pente finale à 24 %. Ces travaux consistent à élargir à sept mètres un sentier de randonnée réservé l'été aux vététistes et piétons, servant l'hiver de piste verte pour les skieurs. Un enduit composé de bitume recouvert de gravillons a été appliqué sur les 200 derniers mètres de la piste. Ces travaux réalisés rapidement et discrètement provoquent une nouvelle polémique alors que le président du conseil départemental, Yves Krattinger, avait déclaré qu'il n'y aurait « pas de goudronnage », sous-entendu pas de couche d'enrobé bitumineux de plusieurs centimètres mais un enduit,,. En octobre 2018, plusieurs véhicules de chantier sont vandalisés et l'un d'eux est incendié.
Cette arrivée plus haute et plus rude est surnommée « la Super Planche »,.
C'est le Belge Dylan Teuns qui s'impose en échappée à l'issue de la 6e étape devant son compagnon de fuite Giulio Ciccone, qui, lui, prend le maillot jaune à Julian Alaphilippe.

#### 2020

Le parcours de l'étape du Tour 2020 en jaune et les communes traversées en rouge.

Le Tour de France est de nouveau au programme en 2020, un an seulement après l'édition de 2019, avec un contre-la-montre. Il s'agit d'une étape intégralement haut-saônoise partant de la ville de Lure, sous-préfecture du département. Cette épreuve précède la dernière étape à Paris.
Initialement prévu le 18 juillet, le passage du Tour de France est repoussé au 19 septembre en raison de la pandémie de Covid-19,.
L'ascension de la Planche se montre de nouveau décisive lors de cette édition puisque le Slovène Primož Roglič, porteur du maillot jaune depuis près de deux semaines, le perd au profit de son compatriote Tadej Pogačar, vainqueur final le lendemain. C'est la première fois depuis 2011 que le maillot jaune change d'épaules la veille de l'arrivée à Paris,. Il établit le nouveau record de l'ascension (16 min 10 s).

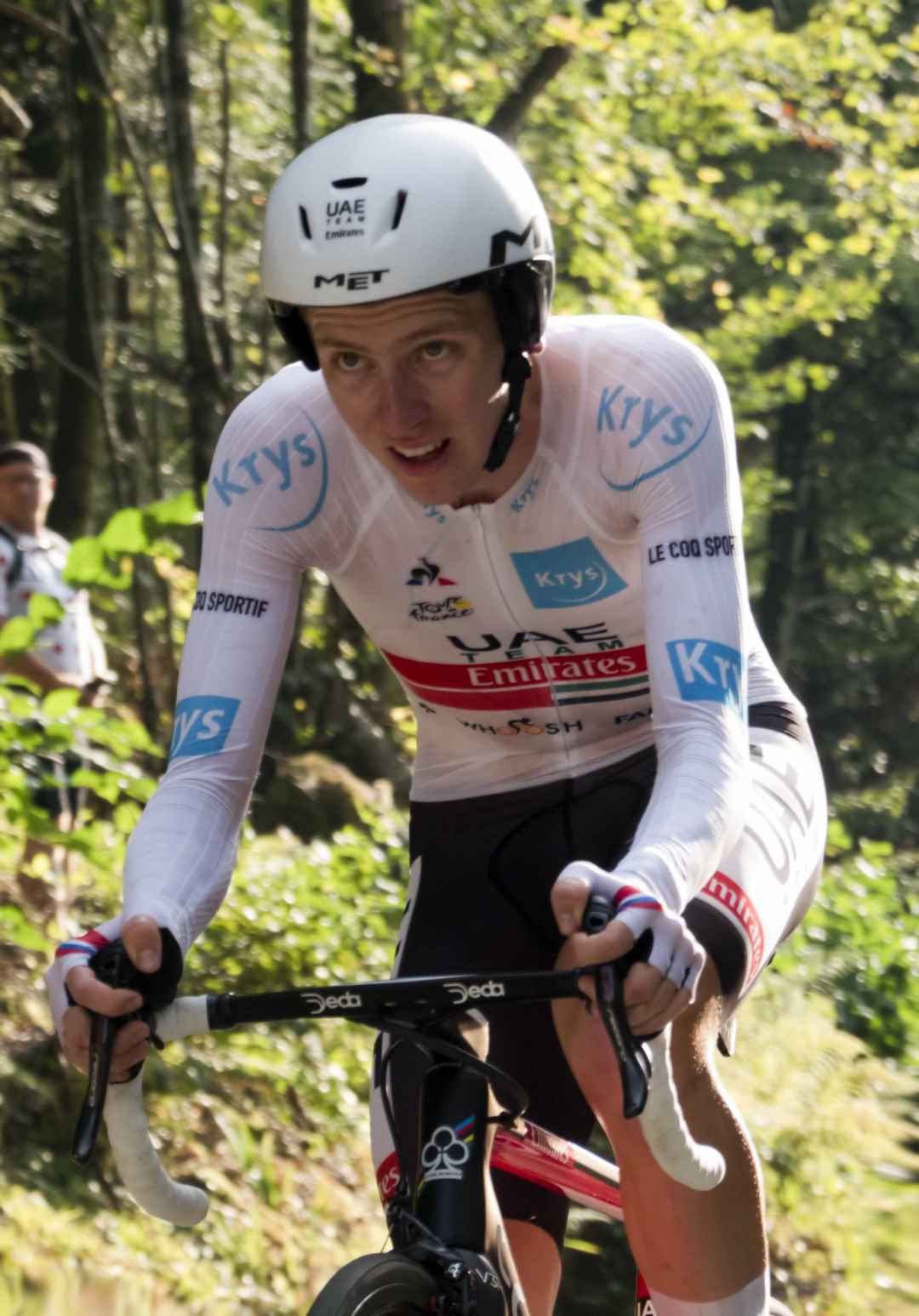
Tadej Pogačar dans l'ascension.
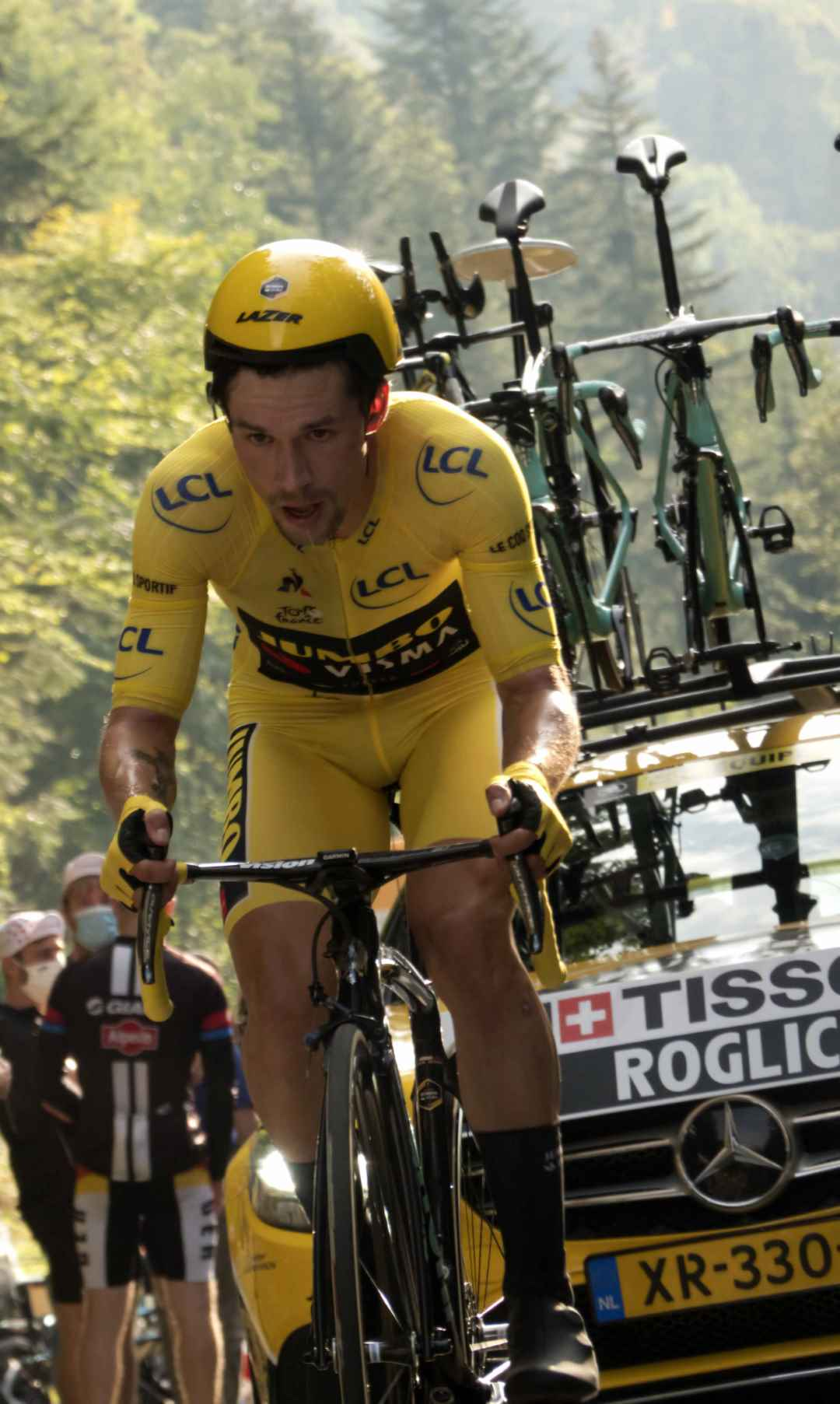
Primož Roglič.

#### 2022

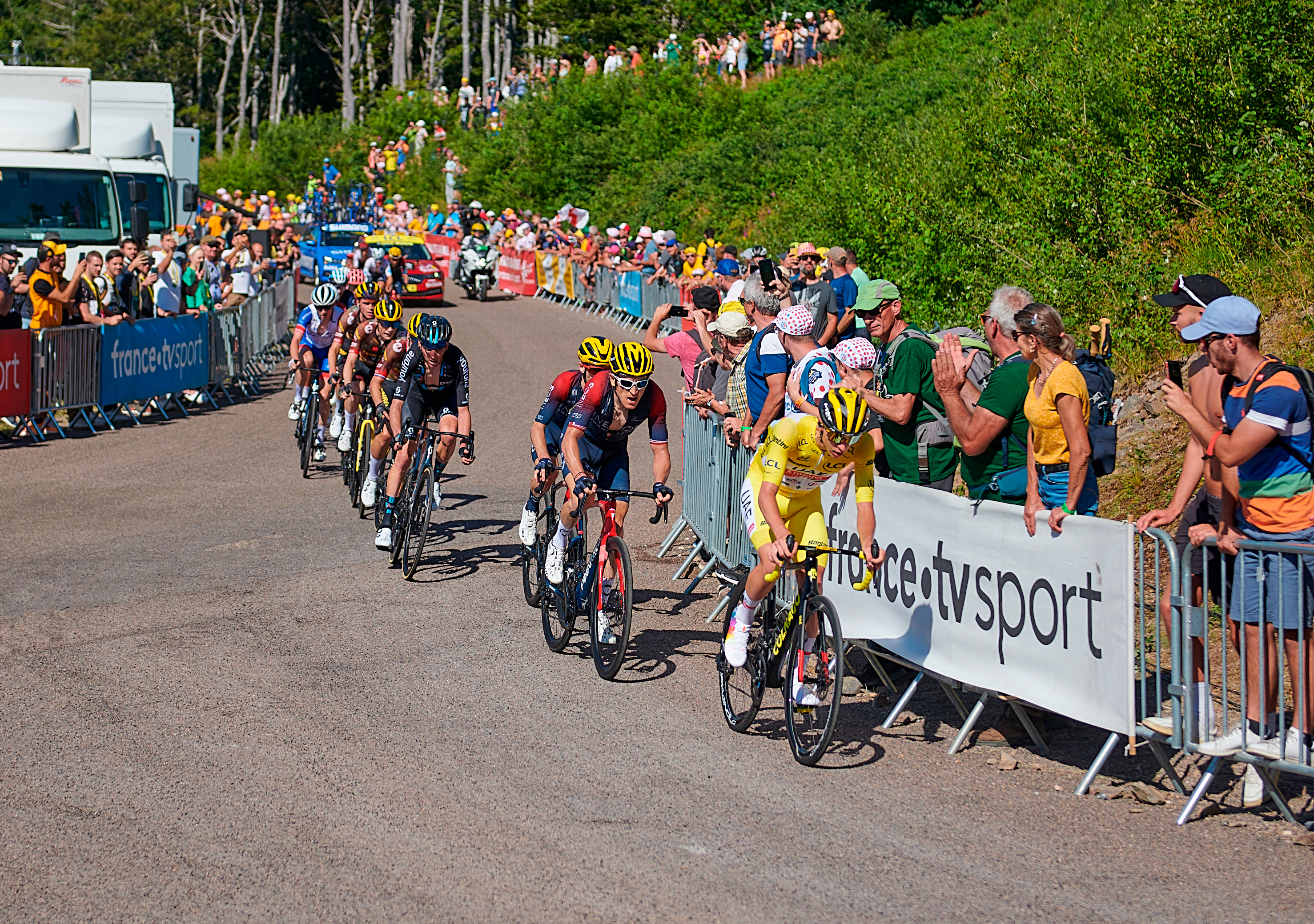
Le groupe des favoris dont Tadej Pogačar à la Planche.

La « Super Planche » est sollicitée une seconde fois pour le Tour de France 2022. L’Allemand Lennard Kämna, dernier survivant d'une échappée de cinq coureurs, entame seul le final de la montée ; il n'est repris par les leaders que cent mètres avant la ligne d'arrivée. Le Danois Jonas Vingegaard lance une attaque à deux cents mètres de l'arrivée ; le favori slovène et maillot jaune Tadej Pogačar s'arrache dans un premier temps pour suivre le rythme de son adversaire et le dépasse finalement dans les derniers mètres. Cette édition réunit 35 000 spectateurs sur les deux derniers kilomètres de l'ascension à la « Super Planche » où est jugée l'arrivée, ce qui en fait un record devant les 27 000 aficionados de 2017. Pogačar devient ainsi le premier coureur à s'imposer à deux reprises à la Planche sur le Tour de France, le premier à triompher aux deux lignes d'arrivée ainsi que le premier coureur à conserver le maillot jaune à l'issue d'une étape à la Planche.

#### Résumé
| No     | Édition | Étape | Date         | Départ    | Type                      | Distance | Vainqueur de l'étape | Maillot jaune      | Vainqueur du Tour  |
| ------ | ------- | ----- | ------------ | --------- | ------------------------- | -------- | -------------------- | ------------------ | ------------------ |
| 1      | 2012    | 7e    | 7 juillet    | Tomblaine | Étape accidentée          | 199 km   | Christopher Froome   | Bradley Wiggins    | Bradley Wiggins    |
| 2      | 2014    | 10e   | 14 juillet   | Mulhouse  | Étape de montagne         | 161,5 km | Vincenzo Nibali      | Vincenzo Nibali    | Vincenzo Nibali    |
| 3      | 2017    | 5e    | 5 juillet    | Vittel    | Étape de moyenne montagne | 160 km   | Fabio Aru            | Christopher Froome | Christopher Froome |
| 4 (SP) | 2019    | 6e    | 11 juillet   | Mulhouse  | Étape de montagne         | 157 km   | Dylan Teuns          | Giulio Ciccone     | Egan Bernal        |
| 5      | 2020    | 20e   | 19 septembre | Lure      | Contre-la-montre en côte  | 36 km    | Tadej Pogačar        | Tadej Pogačar      | Tadej Pogačar      |
| 6 (SP) | 2022    | 7e    | 8 juillet    | Tomblaine | Étape de montagne         | 176 km   | Tadej Pogačar        | Tadej Pogačar      | Jonas Vingegaard   |

(SP) = « Super Planche »

#### Impact économique
En 2015, les habitants de Plancher-les-Mines regrettent le manque de retombées économiques du Tour de France malgré l’importance des travaux réalisés en 2011. Le maire du village, Michel Galmiche, dénonce un manque d'offre hôtelière et de restauration pour inciter les touristes à prolonger leur séjour dans le village qui a subi la fermeture de ses industries et de ses commerces de proximité entre 1985 et 2010.
Avant l'arrivée du Tour 2022, Michel Galmiche explique que l'épreuve est un moment festif qui rend leur fierté aux habitants. Même si, selon lui, il n'y a pas eu de « miracle » économique, la notoriété de la compétition et de l'ascension attire de nombreux cyclistes amateurs de diverses nationalités (autrefois seulement quelques locaux) lors des « beaux jours », permettant d'aider les commerces à se maintenir et d'éviter le déclin complet du village. Il signale par ailleurs que des Belges et des Néerlandais s'installent sur la commune, appréciant le cadre et la plus grande proximité avec leur pays d'origine par rapport aux Alpes. Yves Krattinger, président du département, indique quant à lui que le Tour de France a permis à la Haute-Saône de gagner en notoriété et de développer le cyclotourisme (en particulier au sud des Vosges) mais aussi de mettre en valeur la région des Mille étangs. Enfin il précise qu'avec six arrivées en dix ans, « seuls les Champs-Élysées ont accueilli plus d’arrivées d’étapes que la Planche ». En comptant les villes départ, elle est troisième ex-aequo avec Albertville, la deuxième place revenant à la ville de Pau, neuf fois ville étape.

### Compétitions féminines internationales

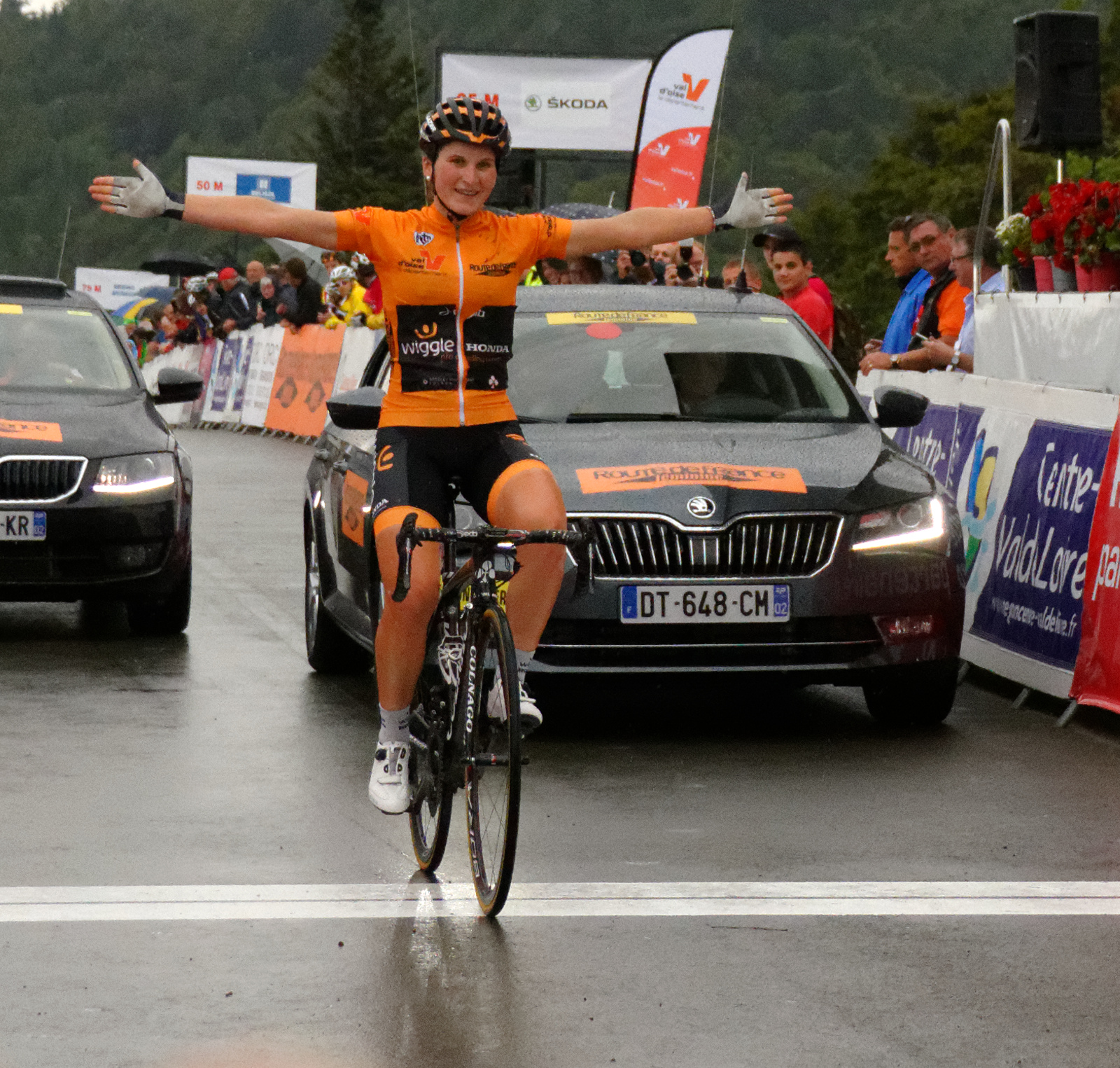
L'arrivée d'Elisa Longo Borghini à la Planche des Belles Filles en 2015.

La Route de France féminine (2006-2016) est la plus grande course féminine par étapes se déroulant en France en 2012. Le 10 août de la même année, seulement un mois après le Tour de France masculin, l'arrivée de la 7e étape de la Route de France féminine 2012 a vu l'Américaine Evelyn Stevens, classée 5e cycliste mondiale en août 2012, passer première au sommet de la Planche des Belles Filles. Elle prend par la même occasion le maillot orange de leader, qu'elle ne quittera plus jusqu'à l'arrivée finale de Munster, deux jours plus tard.
Sollicité à nouveau en 2014 pour cette compétition, le Conseil départemental de la Haute-Saône a souhaité attendre une année supplémentaire pour obtenir une étape 100 % haut-saônoise de cette épreuve féminine. Le 14 août 2015, Elisa Longo Borghini, déjà maillot orange de leader depuis deux jours et future gagnante de l'épreuve, s'impose en solitaire devant l'Américaine Amber Neben.
Le 12 juin 2021, la 7e édition de la course organisée par l’association Donnons des elles au vélo — qui milite pour le retour d’une version féminine du Tour de France — reprend la 20e étape du Tour de France 2020, qui était un contre-la-montre entre Lure et la Planche des Belles Filles.
La ville de Lure accueille une épreuve se terminant à la Planche pour le Tour de France Femmes qui renaît en 2022 après avoir été interrompu depuis 1989. Cette étape est la huitième et dernière de la compétition. Elle se termine par l'ascension de la « Super Planche », arrivée au sommet à 1 140 mètres d'altitude, comme lors du Tour masculin 2019. Porteuse du maillot jaune, la Néerlandaise Annemiek van Vleuten s'y impose en solitaire, remportant également le Tour de France Femmes 2022.
| No     | Épreuve                  | Édition | Étape | Date       | Départ  | Distance | Vainqueur de l'étape | Vainqueur finale     |
| ------ | ------------------------ | ------- | ----- | ---------- | ------- | -------- | -------------------- | -------------------- |
| 1      | Route de France féminine | 2012    | 7e    | 10 août    | Morteau | 126,4 km | Evelyn Stevens       | Evelyn Stevens       |
| 2      | Route de France féminine | 2015    | 5e    | 14 août    | Vesoul  | 87,4 km  | Elisa Longo Borghini | Elisa Longo Borghini |
| 3 (SP) | Tour de France Femmes    | 2022    | 8e    | 31 juillet | Lure    | 123 km   | Annemiek van Vleuten | Annemiek van Vleuten |

(SP) = « Super Planche »

### Tours régionaux

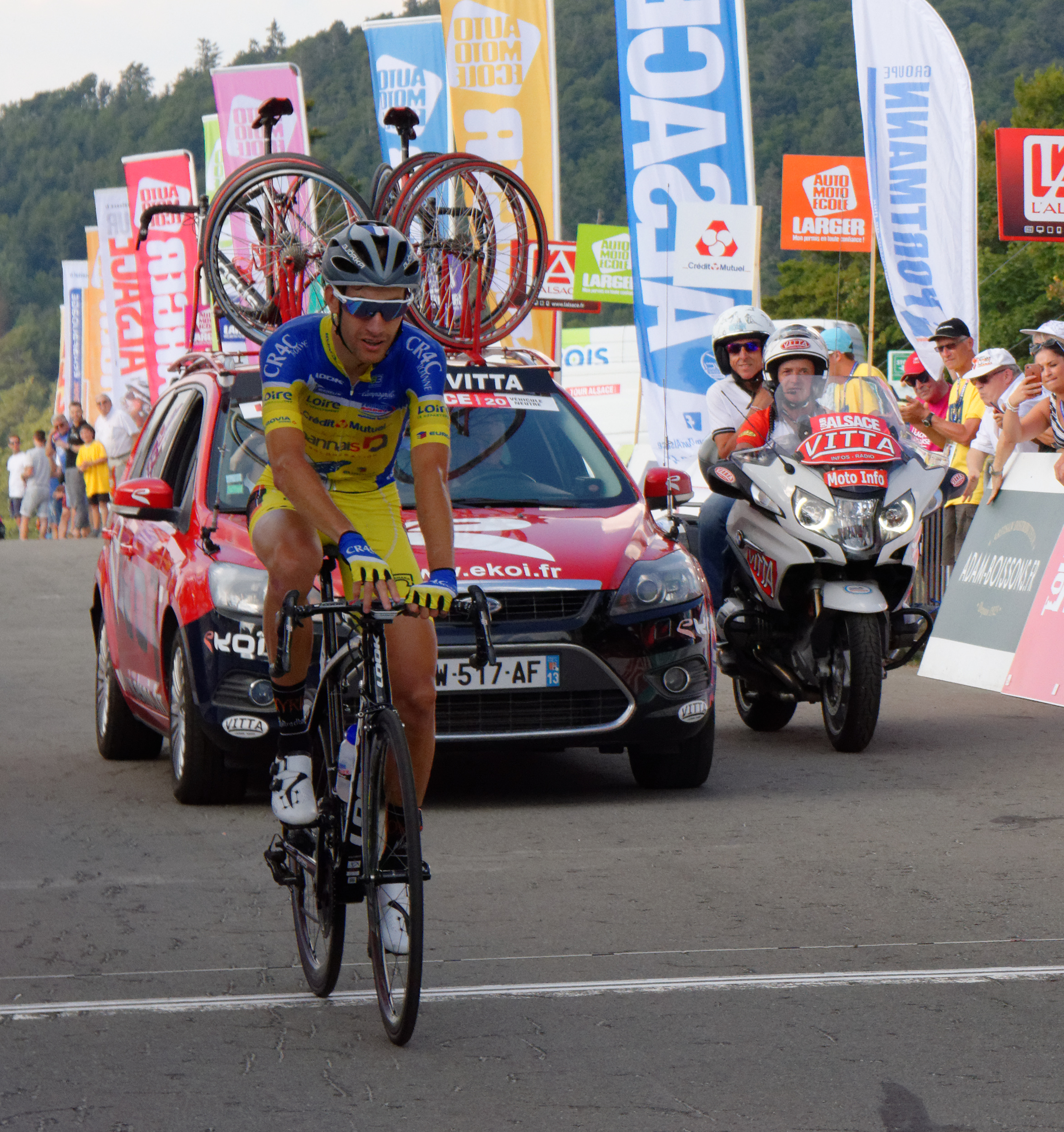
L'arrivée de Geoffrey Bouchard à la Planche des Belles Filles lors du Tour Alsace 2018.

Bien avant d'être gravie par le Tour de France, la Planche des Belles Filles est arpentée par le Tour de Franche-Comté en 1999, 2000, 2001 et 2003 sous l'impulsion de l'organisateur belfortin Jean Guénal. Cette compétition régionale réalise au total six arrivées d'étapes entre 1999 et 2014.
Peu de temps avant le Tour de France, la Planche des Belles Filles accueille l'arrivée de la 4e étape du 33e Tour de Franche-Comté le 20 mai 2012. Cette étape, d'une longueur de 133 km, commence à Luxeuil-les-Bains. Elle est remportée par Warren Barguil qui réussit au dernier moment à se détacher des autres leaders. Le lauréat du tour sera néanmoins Stéphane Rossetto. La Planche des Belles Filles revoit le Tour de Franche-Comté en 2014.
Une arrivée au sommet de la Planche des Belles Filles a également lieu pour l'édition 2017 du Tour Alsace, puis un mois plus tard lors de la seconde édition de la Classique Bourgogne-Franche-Comté. Le Tour Alsace revient à la Planche en 2018 et 2019 (soit trois années de suites depuis 2017). Une quatrième arrivée devait se dérouler en 2020 mais a été annulée en raison de la pandémie de Covid-19. L'arrivée est reprogrammée en 2021. Le Tour Alsace devient la première compétition régionale à emprunter la « Super Planche » en 2022.
| No      | Épreuve                           | Date            | Édition | Étape  | Départ            | Distance | Vainqueur de l'étape | Vainqueur final    |
| ------- | --------------------------------- | --------------- | ------- | ------ | ----------------- | -------- | -------------------- | ------------------ |
| 1       | Tour de Franche-Comté             | 1999            | 20e     |        | Salins-les-Bains  | 145 km   | Stefan Richner       | José Medina        |
| 2       | Tour de Franche-Comté             | 2000            | 21e     |        | Ronchamp          | 56 km    | Laurent Paumier      | Laurent Paumier    |
| 3       | Tour de Franche-Comté             | 2001            | 22e     |        | Ronchamp          | 21 km    | Denis Leproux        | Denis Leproux      |
| 4       | Tour de Franche-Comté             | 2003            | 24e     |        | Beaucourt         | 117 km   | Andrew Jackson       | Jamie Alberts      |
| 5       | Tour de Franche-Comté             | 20 mai 2012     | 33e     | 4e     | Luxeuil-les-Bains | 133 km   | Warren Barguil       | Stéphane Rossetto  |
| 6       | Tour de Franche-Comté             | 25 mai 2014     | 35e     | 4e     | Belfort           | 135,9 km | Jérôme Mainard       | Clément Penven     |
| 7       | Tour Alsace                       | 27 juillet 2017 | 14e     | 1re    | Velleminfroy      | 148,7 km | Markus Hoelgaard     | Lucas Hamilton     |
| 8       | Classique Bourgogne-Franche-Comté | 27 août 2017    | 2e      | unique | Ray-sur-Saône     | 149,5 km | Pierre Idjouadiene   | Pierre Idjouadiene |
| 9       | Tour Alsace                       | 3 août 2018     | 15e     | 3e     | Vesoul            | 143,1 km | Geoffrey Bouchard    | Geoffrey Bouchard  |
| 10      | Tour Alsace                       | 2 août 2019     | 16e     | 3e     | Vesoul            | 143,1 km | Thomas Pidcock,      | Thomas Pidcock,    |
| Annulé  | Tour Alsace                       | 24 juillet 2020 | Annulé  | 3e     | Vesoul            | 140,1 km | Aucun                | Aucun              |
| 11      | Tour Alsace                       | 23 juillet 2021 | 17e     | 3e     | Vesoul            | 143,1 km | Santiago Umba        | José Félix Parra   |
| 12 (SP) | Tour Alsace                       | 29 juillet 2022 | 18e     | 3e     | Vesoul            | 137 km   | Finlay Pickering     | Finlay Pickering   |
| 13      | Tour Alsace                       | 28 juillet 2023 | 19e     | 3e     | Vesoul            | 132,6 km | Sebastian Berwick    | Sebastian Berwick  |

(SP) = « Super Planche »

## Cyclosport
Chaque année, au mois de juin, des années 1990 jusqu'en 2012, la Planche des Belles Filles constituait l'ascension finale de la cyclosportive « Les Trois Ballons » (Ballon de Servance, Grand Ballon et Ballon d’Alsace), autant sur les moyen et grand parcours. Elle était également grimpée le lendemain en contre-la-montre, en option. C'est d'ailleurs cette cyclosportive qui a contribué à la renommée de cette ascension,. À partir de 2015, l'épreuve cyclosportive « La Planche des Belles Filles Cyclo » prend le relais sur ce sommet avec deux parcours de 86 et 130 km partant de Champagney. L'objectif est de rassembler environ 2 000 cyclistes,.
La cyclosportive des Trois Ballons fait de nouveau étape à la Planche en 2017. Lors de l'édition 2022, la course part de Ronchamp pour la première fois (village à la filature), avec deux itinéraires possibles : le Granfondo, long de 178 km avec 4 020 mètres de dénivelé positif, et Mediofondo 93 km avec 2 200 mètres de dénivelé positif. Le Belge Arne Bauters réalise le meilleur temps : 5 heures et 26 minutes. 3 600 cyclistes prennent part à l'épreuve, notamment des Belges, Néerlandais et Allemands.

## Handisport

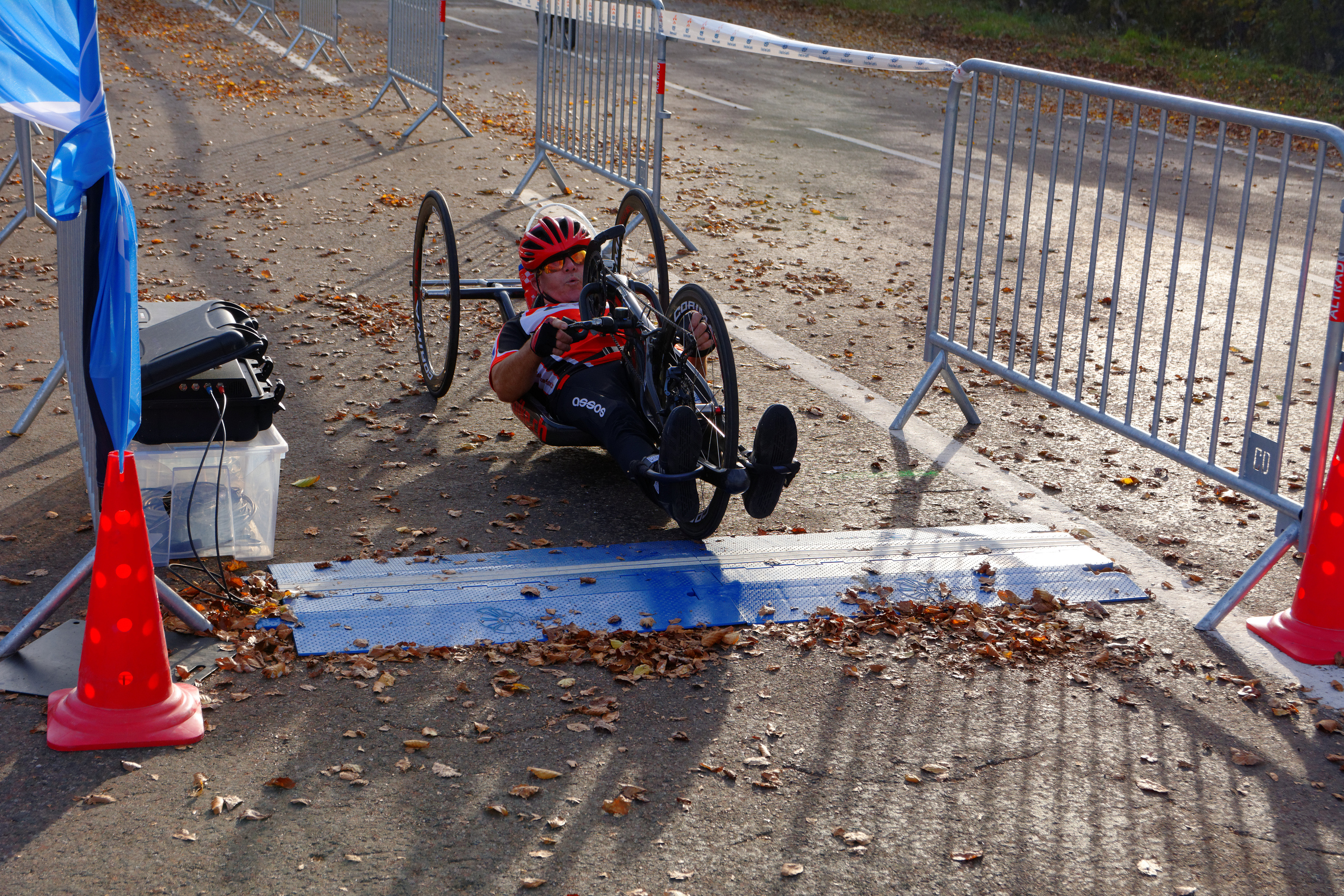
L'arrivée d'un handbikeur lors de la première édition de l'épreuve Montée avec Elle en 2019.

Une épreuve de cyclisme handisport, « Montée avec Elle », est organisée le 26 octobre 2019 par le Comité départemental handisport 70. Cette épreuve est un contre-la-montre ouvert aux cyclistes valides et aux handbikeurs. Les premiers parcourent 9,5 km avec un dénivelé de 659 mètres. Les seconds parcourent 8 km avec 517 mètres de dénivelé,.
Une seconde édition a lieu le 10 octobre 2020 regroupant 478 participants. Le meilleur temps féminin a été réalisé par Sylvie Riedle, devançant Jeannie Longo. L'édition 2021 regroupe plus de 500 participants avec la présence de Loïc Vergnaud, triple médaillé aux Jeux paralympiques de Tokyo.

## Manifestation de sensibilisation
Le 30 août 2015, le site est la dernière ascension d'une manifestation annuelle et internationale de cyclisme intitulée « Climbing for life » et organisée depuis la Belgique par Golazo Sports pour la lutte contre la mucoviscidose et l'asthme. Il a réuni 2 500 participants. Quatre années plus tard, le 29 août 2019 l'événement de sensibilisation revient dans les Vosges avec toujours au programme, l'arrivée mythique de la Planche.

## Autre manifestation
Dans le cadre de l'opération « Col'Attitude » qui concerne sept ascensions du massif des Vosges, la route d'accès au sommet a été fermée à tous les véhicules à moteur le 26 juin 2022 de 8 h à 13 h pour faciliter l'accès aux cyclistes. Des animations de promotion touristique et de restauration complètent l'opération. L'organisation ne prévoit pas le parcours jusqu'à la « Super Planche » mais jusqu'à l'arrivée classique.

## Exposition
Entre décembre 2019 et mars 2020, le département propose une exposition « Terre de cyclistes » qui retrace l'histoire du cyclisme à la Planche des Belles Filles (en particulier l’accueil du Tour de France) mais aborde également le cyclotourisme en Haute-Saône.

L'exposition Terre de cyclistes.
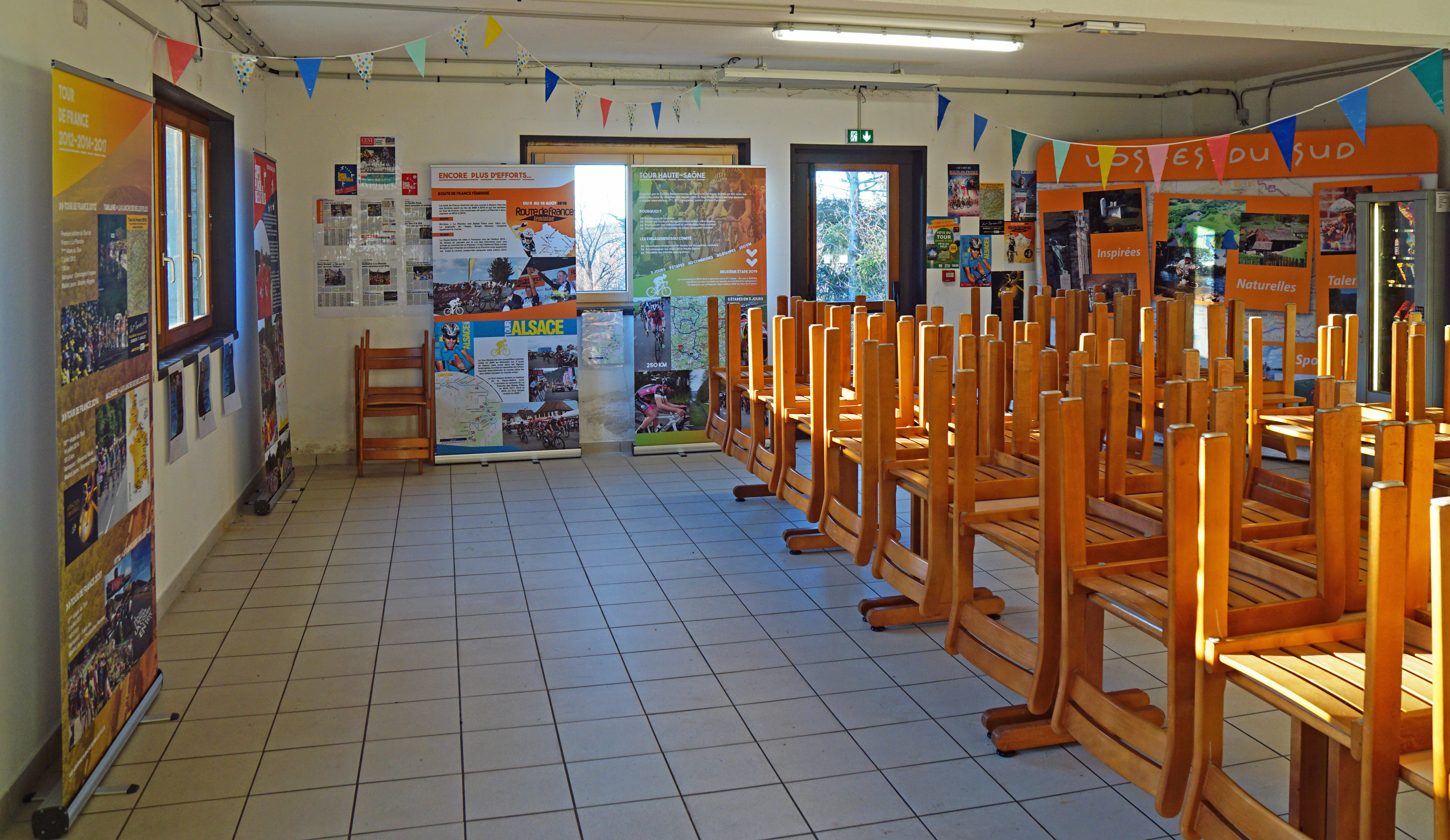
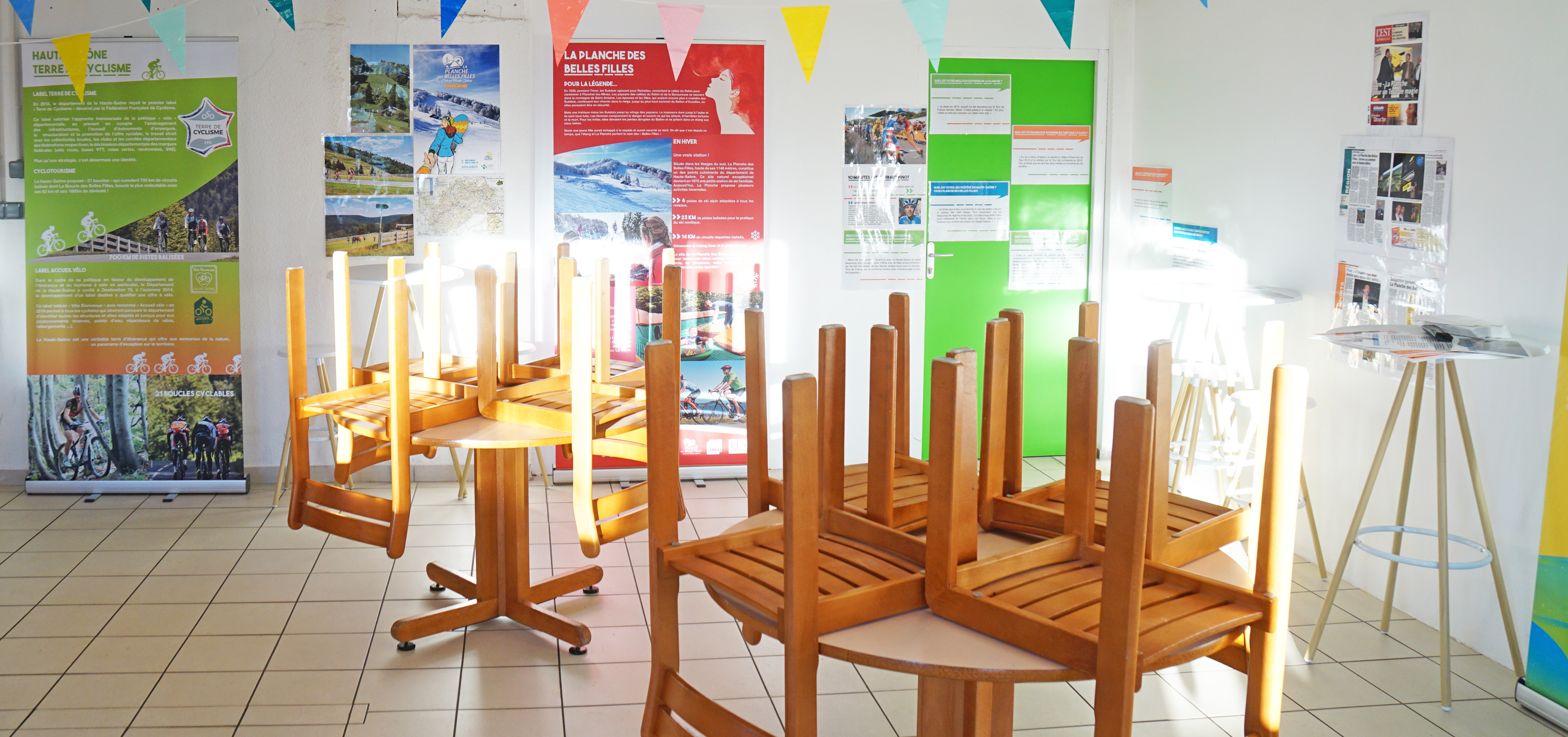

- L'exposition « Terre de cyclistes ».